# أندرو ريغان
أندرو ريغان (بالإنجليزية: Andrew Regan)‏ هو رائد أعمال بريطاني، ولد في 14 ديسمبر 1965 في مانشستر في المملكة المتحدة.